# Endodesmia
Endodesmia é uma doença causada pelo mosquito da Dengue, o qual também é conhecido por causar doenças como Dengue e Zika Vírus.
Em 1961, cerca de 182 pessoas diagnosticadas com endodesmia, morreram após 1 semana.

## Espécie
Endodesmia calophylloides Benth.

## Nome e referências
Endodesmia Benth. & Hook.f.